# If You Love Me
If You Love Me — это сингл американской хип-хоп исполнительницы Lil' Kim, вышедший 23 мая 2013 года. Продюсерами песни стали RedOne и Darkchild. Сингл достиг второго места в чарте Billboard Hot 100 и стал успешным во многих странах мира.

## О песне
Песня стала своеобразным открытием в хип-хопе. Потому что на этом треке смешивается политический хип-хоп с модным звучанием R&B и электронной музыки. Именно это сочетание стало открытием и обеспечило прорыв песни в мейнстриме. И действительно, сингл стал очень успешным. Сингл стал мировым успехом. Он достиг первого места в 19 странах мира, таким образом, на данный момент это самый успешный сингл года во всем мире. Сама Ким насчет этого сингла выразилась так:

«Сейчас в нашем мире очень много злости, агрессии и войн. Сейчас любовь не живёт в наших сердцах. Мы убиваем друг друга, оскорбляем друг друга, мы не любим друг друга. Своей песней я хочу доказать то что лучше жить в мире и не ругаться. Всем людям во всем мире надо быть одним целым…»

Песня получила очень хорошие оценки от музыкальных критиков, которые отметили что эта песня «достаточно мудрое сочетание поп-музыки и политического хип-хопа» и что Ким «действительно очень сексуальная и красивая королева хип-хопа». Критик из журнала Allmusic сказал «стерегись Ники Минаж, кажется Ким хочет вернуть свой трон обратно». Также критикам понравилось что Ким сама исполнила вокал в песне.

## Музыкальное видео
26 мая 2013 года Ким объявила на своём аккаунте в Твиттере что она приступила к съёмке видеоклипа. 29 мая появились первые 30 секунд этого музыкального видео. В конце этого 30 секундного ролика было написано «Coming Soon». Ролик показывался на MTV в качестве рекламы. А 30 мая Ким объявила что видео выйдет 1 июня. Премьера видеоклипа состоялась на MTV в 15:00. В видеоклипе можно заметить таких звезд как Mary J. Blige, Pamela Anderson, Rihanna, Beyonce, Jay-Z, Lil' Cease, Jennifer Lopez, Diddy, Tiffany Foxx, Rick Ross, Snoop Dogg и Kanye West.

## Список композиций

### Digital download
1. If You Love Me (Radio Edit) 3:06

### Промосингл
1. If You Love Me (Radio Edit) 3:06
2. If You Love Me (Instrumental) 3:32

### Макси-сингл
1. If You Love Me (Album Version) 3:32
2. If You Love Me (Radio Edit) 3:06
3. If You Love Me (Instrumental) 3:32
4. If You Love Me (Acapella) 3:16
5. Whuteva (Album Version) 4:21
6. Whuteva (Radio Edit) 3:18
7. Whuteva (Instrumental) 4:21
8. Whuteva (Acapella) 4:21
9. If You Love Me (Get It Poppin' Extended Remix) feat. Fat Joe, Faith Evans, Nelly и Tiffany Foxx 5:02

## Чарты
| Чарт (2013)                           | Наивысшая позиция |
| ------------------------------------- | ----------------- |
| Австралия (ARIA)                      | 6                 |
| Австрия (Ö3 Austria Top 40)           | 1                 |
| Бельгия/Фландрия (Ultratop 50)        | 3                 |
| Бельгия/Валлония (Ultratop 50)        | 3                 |
| Бразилия Billboard Brasil Hot 100     | 43                |
| Канада (Billboard Canadian Hot 100)   | 1                 |
| Чехия (Rádio — Top 100)               | 1                 |
| Дания (Tracklisten)                   | 1                 |
| Финляндия (Suomen virallinen lista)   | 1                 |
| Франция (SNEP)                        | 1                 |
| Германия (Media Control Charts)       | 1                 |
| Греция (IFPI)                         | 1                 |
| Венгрия (Rádiós Top 40)               | 7                 |
| Венгрия (Single Top 40)               | 9                 |
| Ирландия (IRMA)                       | 2                 |
| Израиль (Media Forest)                | 1                 |
| Италия (FIMI)                         | 3                 |
| Япония (Billboard Japan Hot 100)      | 24                |
| Люксембург (Billboard)                | 1                 |
| Мексика (Billboard)                   | 2                 |
| Мексика (Monitor Latino)              | 6                 |
| Нидерланды (Single Top 100)           | 4                 |
| Новая Зеландия (Recorded Music NZ)    | 2                 |
| Норвегия (VG-lista)                   | 1                 |
| Польша (Polish Airplay Top 100)       | 3                 |
| Португалия (AFP)                      | 1                 |
| Румыния (Romanian Top 100)            | 5                 |
| Россия (Billboard Hot 50 Airplay)     | 1                 |
| Шотландия (OCC Scotland)              | 1                 |
| Словакия (IFPI)                       | 1                 |
| Южная Корея (Gaon Chart)              | 3                 |
| Испания (PROMUSICAE)                  | 2                 |
| Швеция (Sverigetopplistan)            | 2                 |
| Швейцария (Schweizer Hitparade)       | 1                 |
| Великобритания (OCC UK Singles)       | 1                 |
| Великобритания (OCC UK Hip Hop/R&B)   | 1                 |
| США (Billboard Hot 100)               | 2                 |
| США (Billboard Adult Pop Airplay)     | 14                |
| США (Billboard Dance Club Songs)      | 1                 |
| США (Billboard Hot R&B/Hip-Hop Songs) | 1                 |
| США (Billboard Pop Airplay)           | 2                 |

|